# Список президентів Єменської Арабської Республіки
У статті подано список президентів Єменської Арабської Республіки (або Північного Ємену) від 1962 до 1990 року.

## Список
| №   | Портрет        | Ім'я (Роки життя)                                                          | Початок терміну  | Кінець терміну             | Політична партія |
| --- | -------------- | -------------------------------------------------------------------------- | ---------------- | -------------------------- | ---------------- |
| 1   |                | Абдалла ас-Саляль араб. عبد الله السلال (1917–1994)                        | 27 вересня 1962  | 5 листопада 1967           | Військовик       |
| 2   |                | Абдул Рахман аль-Ар'яні араб. عبد الرحمن الإرياني (1908–1998)              | 5 листопада 1967 | 13 червня 1974             | Незалежний       |
| 3   |                | Ібрагім аль-Гамді араб. إبراهيم الحمدي (1943–1977)                         | 13 червня 1974   | 11 жовтня 1977             | Військовик       |
| 4   |                | Ахмад аль-Гашімі араб. أحمد حسين الغشمي (1938–1978)                        | 11 жовтня 1977   | 24 червня 1978             | Військовик       |
| 5   |                | Абдул Карім Абдалла аль-Араші араб. عبد الكريم عبد الله العرشي (1934–2006) | 24 червня 1978   | 18 липня 1978              | Військовик       |
| 6   |                | Алі Абдалла Салех араб. علي عبدالله صالح (1942–2017)                       | 18 липня 1978    | 24 серпня 1982             | Військовик       |
| (6) | 24 серпня 1982 | Алі Абдалла Салех араб. علي عبدالله صالح (1942–2017)                       | 22 травня 1990   | Загальний народний конгрес |                  |